# Joseph Giese
Joseph Giese   (Coblença, 24 de novembre de 1821 - la Haia, 18 de maig de 1903) va ser un violoncel·lista alemany establert a La Haia.
Era fill del secretari real Johan Friedrich Wilhelm Giese i de Margaretha Walburga Martin. Ell mateix es va casar amb Colette Charlotte Puijn, filla d'una llevadora i cirurgià de Haarlem, una primera llevada (31 anys). La filla Anna Marie Giese va tenir una curta carrera com a pianista. El seu fill Fritz Giese (1859-1896) va causar furor als Estats Units. J.F.E. Giese va ser enterrat a Nieuw Eykenduynen.
Va rebre la seva formació musical a Berlín pel violoncel·lista Moritz Ganz i després es va traslladar a Europa. Cap al 1850 es va establir a La Haia, on es va convertir en el violoncel·lista de l'orquestra de l'Òpera Francesa. A més, es va formar com a solista i músic de cambra. També es va convertir en professor del predecessor del Conservatori de La Haia, la Royal Music School. Va formar molts estudiants, com Emile Dunkler, Henri Bosmans i Anton Hekking. A finals de 1902 i principis de 1903, va sol·licitar la dimissió per la disminució de la salut. Va morir abans que se li concedís.
Només es coneix una de les seves obres, com Tu es Petrus in honorem Pontificis Maxim per a cor i orgue.
Va actuar com a testimoni en els matrimonis del company Johann Heinrich Völlmar (amb Megchelina Johanna Roermeester) i Jean Baptiste Buziau (amb Maria Agnes Grevenbroeck).